# بيليفيو
بيليفيو (بالإنجليزية: Belleview)‏ هي مدينة في مقاطعة ماريون بولاية فلوريدا. بلغ عدد السكان 3,478 حسب تعداد عام 2000. وفقا لتقديرات تعداد الولايات المتحدة عام 2009، بلغ عدد سكان المدينة 4,483. وهي جزء من منطقة أوكالا العمرانية الإحصائية. أتى الاسم، بيلفيو، وهو يعني المنظر الجميل، من إحدى من المستوطنات الأصلية وكان اسم ابنتها «يسل». شعار المدينة هو «المدينة مع سحر البلدة الصغيرة» الذي يعكس طبيعة المدينة.